# Rheumaptera stygiata
Rheumaptera stygiata är en fjärilsart som beskrevs av Fletcher 1953. Rheumaptera stygiata ingår i släktet Rheumaptera och familjen mätare. Inga underarter finns listade.